# Emma Thompson
Dame Emma Thompson DBE (ur. 15 kwietnia 1959 w Londynie) – brytyjska aktorka filmowa, teatralna i telewizyjna oraz scenarzystka. Dwukrotna zdobywczyni Oscara.

## Życiorys
Studiowała literaturę angielską w Newnham College w Cambridge. Karierę zaczynała grywając na scenach teatralnych. W kinie zadebiutowała w filmie Henryk V swego ówczesnego męża Kennetha Branagha, sławę przyniosły jej jednak dopiero role w filmach Jamesa Ivory’ego: Powrót do Howards End i Okruchy dnia. Za kreację Margaret Schlegel w pierwszym z nich zdobyła Oscara dla najlepszej aktorki za rok 1992. Drugą statuetkę otrzymała w 1996 r. za scenariusz Rozważnej i romantycznej (będący adaptacją powieści Jane Austen).
W 2018 otrzymała tytuł szlachecki.

## Życie prywatne
Jej matka, Phyllida Law oraz siostra Sophie Thompson również są aktorkami.

## Seriale telewizyjne
- 1982: There’s Nothing to Worry About! (różne role)
- 1984: Wiecznie młodzi[4] jako panna Money Sterling, gościnnie
- 1992: Zdrówko (Cheers) jako niania Gee, gościnnie
- 1984: The Comic Strip Presents jako młoda kobieta, gościnnie
- 1983–1984: Alfresco (różne role)
- 1987: Koleje wojny (Fortunes of War) jako Harriet Pringle
- 1987: Tutti Frutti jako Suzy Kettles
- 1988: Thompson (różne role)
- 1997: Ellen jako ona sama
- 2003: Anioły w Ameryce (Angels in America) jako Anioł z Ameryki[5]
- 2012: Playhouse Presents jako królowa
- 2019: Rok za rokiem (Years and Years) jako Vivienne Rook MP

## Filmy fabularne
- 1982: Cambridge Footlights Revue (różne role)
- 1989: Look Back in Anger jako Alison Porter
- 1989: Dryblas (The Tall Guy) jako Kate Lemmon
- 1989: Henryk V (Henry V) jako Katherine
- 1991: Improwizacja (Impromptu) jako księżna D'Antan
- 1991: Umrzeć powtórnie (Dead Again) jako Amanda Grace Sharp / Margaret Strauss
- 1992: Powrót do Howards End (Howards End) jako Margaret Schlegel
- 1992: Przyjaciele Petera (Peter’s Friends) jako Maggie
- 1993: W imię ojca (In the Name of the Father) jako Gareth Peirce
- 1993: Wiele hałasu o nic (Much Ado About Nothing) jako Beatrice
- 1993: Okruchy dnia (The Remains of the Day) jako panna Kenton
- 1994: Błękitny chłopiec (The Blue Boy) jako Marie
- 1994: Junior jako dr Diana Reddin
- 1994: In Ismail's Custody jako aktorka
- 1994: Tata i małolata (My Father the Hero) jako Isabel
- 1995: Rozważna i romantyczna (Sense and Sensibility) jako Elinor Dashwood
- 1995: Carrington jako Dora Carrington
- 1997: Szpital (Hospital!) jako kobieta-słoń
- 1997: Zimowy gość (The Winter Guest) jako Frances
- 1998: Pocałunek Judasza (Judas Kiss) jako agentka FBI Sadie Hawkins
- 1998: Barwy kampanii (Primary Colors) jako Susan Stanton
- 2000: Maybe Baby jako Druscilla
- 2001: Dowcip (Wit) jako Vivian Bearing
- 2002: Planeta skarbów (Treasure Planet) jako kapitan Amelia (głos)
- 2003: To właśnie miłość (Love Actually) jako Karen
- 2003: Mroczna Argentyna (Imagining Argentina) jako Cecilia Rueda
- 2004: Harry Potter i więzień Azkabanu[6], jako prof. Sybilla Trelawney
- 2005: Niania (Nanny McPhee) jako niania McPhee
- 2006: Przypadek Harolda Cricka (Stranger Than Fiction) jako Karen Eiffel
- 2007: Harry Potter i Zakon Feniksa[7] jako prof. Sybilla Trelawney
- 2007: Jestem legendą (I Am Legend) jako dr Alice Krippin (niewymieniona w czołówce)
- 2008: Powrót do Brideshead (Brideshead Revisited) jako pani Marchmain
- 2008: Po prostu miłość (Last Chance Harvey) jako Kate Walker
- 2009: Radio na fali (The Boat That Rocked) jako Charlotte
- 2009: Była sobie dziewczyna (An Education) jako dyrektorka szkoły
- 2010: Niania i wielkie bum (Nanny McPhee and the Big Bang) jako niania McPhee
- 2010: The Song of Lunch jako Ona
- 2011: Harry Potter i Insygnia Śmierci. Część II[8] jako prof. Sybilla Trelawney
- 2012: Merida Waleczna (Brave) jako Elinor (głos)
- 2012: Faceci w czerni III (Men in Black III) jako Oh
- 2013: Piękne istoty (Beautiful Creatures) jako pani Lincoln / Sarafine
- 2013: Riwiera dla dwojga (The Love Punch) jako Kate
- 2013: Ratując pana Banksa (Saving Mr. Banks) jako P.L. Travers
- 2014: Effie Gray jako lady Eastlake
- 2016: Bridget Jones 3 (Bridget Jones’s Baby) jako doktor Rawlings
- 2017: Piękna i Bestia jako pani Imbryk
- 2018: Johnny English: Nokaut jako Premier
- 2019: Men in Black: International jako Agent O
- 2019: Praziomek[9] jako The Elder (głos)
- 2019: Late Night jako Katherine Newbury
- 2019: Last Christmas jako Petra
- 2020: Doktor Dolittle (Dolittle) jako Polinezja (głos)
- 2021: Cruella jako baronowa von Hellmann
- 2022: Powodzenia, Leo Grande (Good Luck to You, Leo Grande) jako Nancy Stokes
- 2022: Plan na miłość (What’s Love Got to Do with It?) jako Cath
- 2022: Matylda: Musical (Matilda the Musical) jako Agatha Trunchbull
- 2025: Bridget Jones: Szalejąc za facetem[10] jako doktor Rawlings

## Scenarzysta, producent

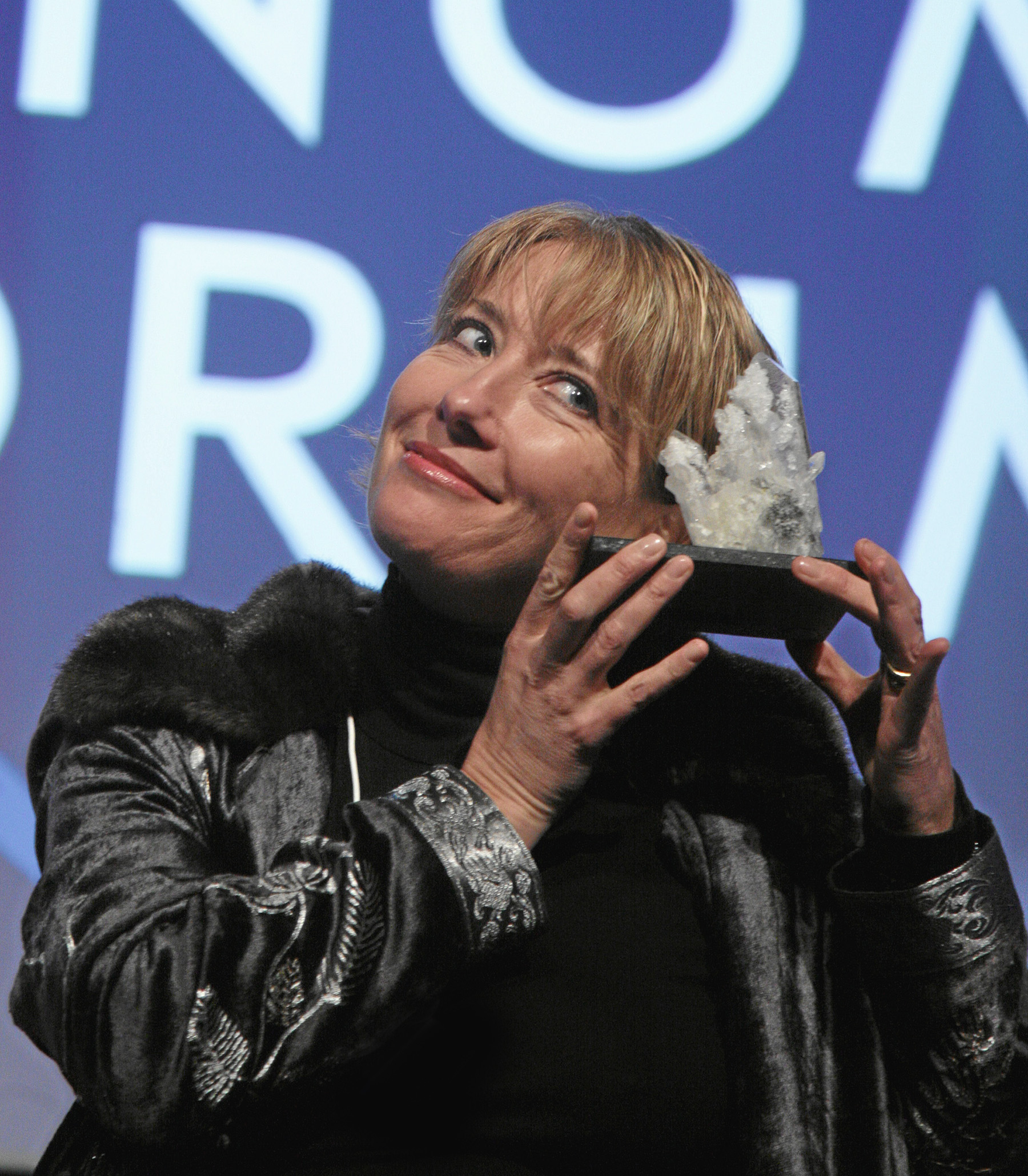
Thompson w Szwajcarii (2008)

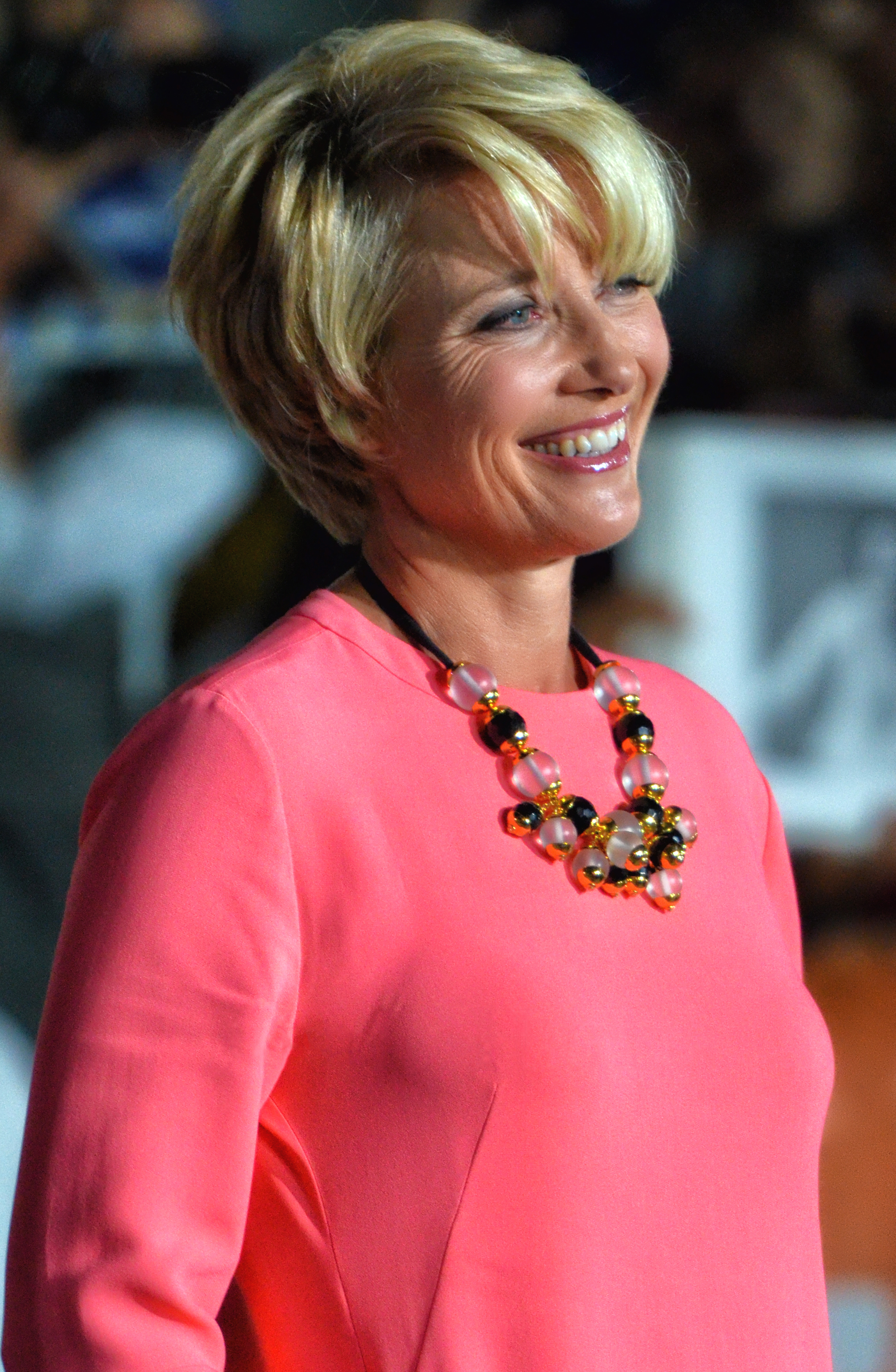
Emma Thompson (2013)

- 1982: There’s Nothing to Worry About!
- 1982: Cambridge Footlights Revue
- 1983: An Evening for Nicaragua
- 1983: Alfresco
- 1988: Thompson
- 1995: Rozważna i romantyczna (Sense and Sensibility)
- 2001: Dowcip (Wit)
- 2005: Niania (Nanny McPhee)
- 2010: Niania i wielkie bum (Nanny McPhee and the Big Bang)
- 2010: Niania i wielkie bum (Nanny McPhee and the Big Bang) producent wykonawczy
- 2012: My Fair Lady

## Nagrody
- Nagroda Akademii Filmowej
  - Najlepszy scenariusz adaptowany: 1995 Rozważna i romantyczna
  - Najlepsza aktorka: 1993 Powrót do Howards End
- Złoty Glob
  - Najlepszy scenariusz: 1995 Rozważna i romantyczna
  - Najlepsza aktorka w filmie dramatycznym: 1992 Powrót do Howards End
- Nagroda BAFTA
  - Najlepsza aktorka: 1996 Rozważna i romantyczna
  - 1993 Powrót do Howards End

## Odznaczenia
- Dame Commander Orderu Imperium Brytyjskiego – 2018[1][2]